# The Portfolio
The Portfolio est un magazine mensuel artistique britannique fondé en 1870 et disparu en 1907, consacré en particulier à la gravure et à l'eau-forte. Au cours de son existence, il a permis de diffuser plusieurs centaines d'estampes originales ou de reproduction. 

## Histoire
Critique d'art et aquafortiste ayant longtemps séjourné en France, marié à Eugénie Gindriez originaire de Saône-et-Loire et sœur de l'architecte Charles Gindriez, Philip Gilbert Hamerton lance en janvier 1870 le premier numéro de The Portfolio: An Artistic Periodical (« Le Portefeuille : un périodique artistique ») en association avec l'éditeur Robert Benton Seeley (1798–1886), établi à Londres sur The Strand, dont la réputation d'élégance, d'efficace et de sérieux assure au magazine une garantie de succès. L'objectif du périodique est de consacrer chaque numéro à l'actualité artistique, mais centrer sur le monde de l'estampe, avec un portrait de graveur contemporain ou de groupes d'artistes se spécialisant dans l'eau-forte, non sans offrir à ses lecteurs des reproductions de haute qualité.  
Hamerton rend hommage dans ses premières livraisons au French Etching Club, fondé à New York quelques années plus tôt par Alfred Cadart, patron de la Société des aquafortistes. The Portfolio met en valeur des graveurs français comme Paul Adolphe Rajon (qui y publie 12 estampes jusqu'à sa mort en 1888), Brunet-Debaines, Benjamin Damman, Jacquemart, Alphonse Legros (qui vit à Londres) ou encore Léon Gaucherel, mais aussi des créateurs britanniques comme Richard Ansdell, David Young Cameron, Francis Seymour Haden, Herkomer, Samuel Palmer, Frank Short, William Strang, Whistler, ou des Suisses comme Karl Bodmer. 
Au départ, Hamerton se sert de son magazine pour y publier ses propres productions gravées. Il écrit dans un premier temps la plupart des articles, puis fait appel à des critiques en vue comme Joseph Beavington Atkinson (1822–1886), Francis Turner Palgrave (1824–1897), Edward Poynter, ou encore Sidney Colvin.
Sur le plan technique, Seeley travaille avec Autotype Fine Art Company, une entreprise fondée en 1868 à Londres qui fut la première à proposer un système de reproduction de document très fidèle à l'original : la plupart des estampes seront reproduites via le procédé « autotype » qui recourait au tirage au charbon. D'ailleurs, le magazine aborde les procédés photographiques tout au long de ses numéros et en suit l'évolution.
En 1875, The New York Times se montre très élogieux pour le magazine, et le qualifie de l'un des plus beaux sur le marché en termes de qualité et de choix des illustrations. La même année, The Atlantic souligne également la grande qualité de cette revue.
En 1878, dans une étude consacrée à la renaissance de l'eau-forte en Occident, le Magazine of Art (édité par Cassell) mettait en valeur le rôle central de Hamerton et de sa publication, laquelle « ne cessait de plaider habilement la cause de l'eau-forte » en Grande-Bretagne. Cette année-là, Robert Louis Stevenson y publie son deuxième récit de voyage, Edinburgh: Picturesque Notes.
The Porffolio était représenté à Paris par Émile Lévy, patron de la Librairie centrale des beaux-arts, par ailleurs éditeur du Japon artistique.
En janvier 1894, la formule évolue. Le titre devient The Portfolio: Monographs on Artistic Subjects with Many Illustrations, et l'éditeur, Seeley, consacre désormais chaque livraison mensuelle à un artiste ou un thème précis. Hamerton meurt en novembre 1894 et cette formule semble disparaître après octobre 1907.
Le grand romancier George Gissing appréciait beaucoup The Portfolio : dans son journal intime à la date de décembre 1895, il écrit qu'il « achetait ce magazine pour son fils, à cause de ses belles images ».